# Instituto de Investigaciones en Comunicación
IICOM es el Instituto de Investigaciones en Comunicación de la Facultad de Periodismo y Comunicación Social (UNLP) de la UNLP creado en 2011 con el objetivo de promover, realizar y coordinar estudios en el campo de la comunicación. Se enmarca dentro de la Facultad de Periodismo y Comunicación Social de la Universidad Nacional de La Plata y contiene proyectos de investigación de diferentes características: proyectos de investigación enmarcados en el Programa de Incentivos, proyectos de cátedra; pero también tesis de grado y posgrado. Una de las funciones del IICOM es propiciar el diálogo y el intercambio entre los docentes/investigadores de la Unidad Académica a la que pertenece (FPyCS) y otras Unidades Académicas del país y de otros países latinoamericanos.
Para esto, el Instituto se organiza en líneas de investigación que, conformadas a partir de núcleos temáticos, atraviesan y problematizan a las distintas investigaciones. Actualmente cuenta con 15 líneas:
- Ambiente/s y escenario/s;
- Arte/s e interpretación/es;
- Corporalidad/es y estigma/s;
- Cotidianeidad/es y consumo/s;
- Escuela/s y pedagogía/s;
- Identidad/es y sujeto/s;
- Justicia/s y derecho/s;
- Lenguaje/s y discurso/s;
- Memoria/s y oralidad/es;
- Política/s y gestión/es;
- Tecnología/s y soporte/s;
- Temporalidad/es e historicidad/es;
- Teoría/s y método/s;
- Territorio/s y soberanía/s;
- Trabajo/s y producción/es

## Historia
Nacido a partir de la voluntad institucional de generar un espacio de debate e inclusión amplio que permitiera la transversalidad con otras unidades de investigación de la Facultad de Periodismo y Comunicación Social y de otras unidades académicas de la Universidad de La Plata y de otras Universidades. En sus primeros años los investigadores que lo integran han realizado seminarios, coloquios, conversatorios que se han traducido, en muchos casos, en producciones concretas en formato libro, audiovisual y sonoro.
El IICom cuenta con una serie de e-books:
Circuitos Carcelarios  Archivado el 14 de enero de 2016 en Wayback Machine.
Identidades y diversidades estigmatizadas  Archivado el 4 de marzo de 2016 en Wayback Machine.
Cultura y Posdesarrollo  Archivado el 4 de junio de 2015 en Wayback Machine.
Nuevos movimientos sociales y comunicación corporativa  Archivado el 4 de junio de 2015 en Wayback Machine.
Identidades e Interculturalidad en etnografías reflexivas  Archivado el 4 de marzo de 2016 en Wayback Machine.
Lo público en el umbral  Archivado el 4 de junio de 2015 en Wayback Machine.
También cuenta con un espacio de investigación sonora: Soniicom 